# Phlogotettix tibetensis
Phlogotettix tibetensis är en insektsart som beskrevs av Li och Wang 1998. Phlogotettix tibetensis ingår i släktet Phlogotettix och familjen dvärgstritar. Inga underarter finns listade i Catalogue of Life.